# Hino Rei
Hino Rei (火野 レイ; Hepburn: Rei Hino), más néven Sailor Mars (セーラーマーズ; Sérá Mázu, ’magyar változatban Mars tündér’) egy kitalált szereplő Takeucsi Naoko Sailor Moon című manga- és animesorozatában. A szereplő eltérő formában ugyan, de már a Sailor Moon sorozat elődjének, a Codename: Sailor V-nek a tervezett OVA epizódjában is szerepelt volna. Az OVA-epizód soha nem készült el, de Takeucsi megerősítette, hogy az abba tervezett miko-öltözéket viselő szereplő ötletéből született meg később Hino Rei. Az anime francia változatában a szereplő nevét Reiről Raye-re változtatták, vezetéknevét pedig nem említették. Az RTL Klub tévécsatornán sugárzott magyar változatban a francia szinkron fordítását követve a lány neve szintén Raye volt, hősnőként pedig Mars tündér néven szerepelt. A sorozat angol nyelvű változatában Rei neve Raye Hino volt.
A manga és az anime történetében Rei egy fiatal sintó papnő és iskoláslány, aki mágikus erők segítségével képes átváltozni a Sailor Mars nevű hősnővé. A fiatal lány a Földet védelmező Sailor-csapat egyik tagja, akit a sorozat címszereplője, Cukino Uszagi, vagyis Sailor Moon másodikként fedezett fel. Mágikus ereje és képességei a Mars bolygó szimbolikájából eredendően a tűzzel vannak összefüggésben. Eltérően társaitól, Rei átváltozás nélkül is birtokában van bizonyos természetfeletti erőknek, melyek a szentélyben betöltött miko szerepével vannak összefüggésben. A lány személyisége a mangában és az animeadaptációban merőben eltérő. Míg a képregényben nyugodt, komoly és kimért, addig az animében heves és flörtölős természetű. A mangaváltozatban kapott egy saját önálló történetet, a Casablanca Memories-t, amelyben élettörténetéről esik szó.

## A szereplő megalkotása és az alapelgondolás
Az eredeti szereplő, melyből Hino Rei alakja származik a Sailor Moon sorozatot megelőző Codename: Sailor V tervezett OVA-epizódjának egyik szereplője lett volna Joruno Mijabi néven. Joruno Mijabi tervezett szerepéről és tulajdonságiról nem sokat lehet tudni, de hasonlóan Reihez, ő is miko-ruhát viselt volna. Mivel a sorozatot megjelentető magazin, a RunRun megszűnt az OVA-epizód sem készült el. Takeucsi Naoko megerősítette, hogy ez a szereplő képezte Hino Rei személyiségének és megjelenésének alapjait. Takeucsit saját élményei inspirálták a szereplő megalkotására, mivel főiskolai évei alatt ő is mikóként dolgozott a Siba Daidzsingu szentélyben, ahol gyakran intették meg őt a szentély elöljárói, mely „bosszantó” mozzanatot Rei életébe is beledolgozta. A szereplő azonban jelentős változásokon ment keresztül mire végül Hino Rei néven újjászületett.
Takeucsi a Sailor Moon-sorozat előkészítő fázisában minden Sailor-harcosnak egyedi egyenruhát tervezett. Rei eredeti Sailor Mars ruhájának kettős vállvédője és mellvértje volt, mellkasán fekete masnival és a Mars szimbólumával. Karkötőt, gyűrűt és más ékszereket, valamint egy aranykeretes maszkot viselt volna. A végső változatban látható tűsarkú cipőjét már itt is viselte. Ez a korai elképzelés azonban feledésbe merült és Takeucsi később nem is emlékezett, hogy ilyen vázlatokat is készített az új sorozatához. A sorozatban látható ruhájának végső színösszeállítása a miko-öltözékekét idézi és emellett a sorozat szereplői közül is kötődik, vagy inkább köthető a régi japán hagyományokhoz, szokásokhoz és kultúrához.
Rei egyes személyes és testi adottságai tudatosan utalnak szerepére és képességeire a sorozatban. Csillagjegye a kos, mely a nyugati asztrológiában a Mars bolygóval van összefüggésben. Rei vércsoportja AB, ami a japán vércsoport-tipológia szerint kimért és racionális, de olykor igen kritikus személyiséget feltételez. A szereplő családnevét leíró kandzsik is szándékos jelentéssel bírnak. A „hi” (火) tüzet, a „no” (野) mezőt jelent. Akárcsak a többi Sailor-harcos családnevének első karaktere, az övé is az őt szimbolizáló bolygó kandzsijával kezdődik. Keresztnevét katakanával írják, ami megnehezíti annak pontos fordítását, de jelentései között szerepel a szellem, a hűvös és a zéró, melyek közül általában az elsővel hozzák összefüggésbe. Mivel a katakanát Japánban általában az idegen jövevényszavak leírására használják, neve akár a nyugati „Ray” név japán átírása is lehet. Az anime és a manga kínai változatában Rei nevét a „麗” karakterrel írják, melynek kiejtése azonos az eredetivel, jelentése azonban szépséget jelent. Teljes neve egy szójáték, melyben a „no”-szótag birtokos formát hoz létre, így nevének olvasata „A tűz Rei-je” is lehet.

## A szereplő ismertetése

### Háttere
Hino Rei előző életében a Mars hercegnője volt és az volt a feladata, hogy a Hold Királyságának, az Ezüst Millenniumnak trónörökösét, Serenity hercegnőt védelmezze. Mars hercegnő vörös estélyi ruhát viselt és saját kastélyában, a Phobos-Deimos kastélyban élt, mely a Mars körül keringett. Két szolgálóját Phobosnak és Deimosnak hívták, akik a Coronis bolygóról érkeztek, ahol Sailor-tanoncok voltak. Mars hercegnő valószínűleg szerelmi kapcsolatban volt a földi királyság koronahercegének, Endymionnak egyik testőrével, Jadeitéval. Takeucsi Naoko egyik művészeti albumában a férfi átöleli Sailor Marsot, a képhez pedig azt a megjegyzést fűzte az írónő, hogy amikor a képet rajzolta „párokra gondolt és előző életek szerelmi történeteire, melyeket egy nap szeretne meg is írni”. A mangában, valamint a Sailor Moon Crystal-ban bár ellenségek voltak, Jadeite erős vonzalmat mutatott Rei iránt, legalábbis testi értelemben. A manga alapján készült musical történetében a Hold Királyság fennállásának idejében Mars hercegnő és Jadeite szeretők voltak. Miután háború tört ki a Föld és a Hold között, melyben mindkét királyság elpusztult, Mars hercegnő évezredekkel később a 20. században, Serenity hercegnővel és a többi őt védelmező hercegnővel együtt újjászületett a Földön minden emléke nélkül korábbi életéről.

### Kapcsolatai és személyisége
Rei az iskola mellett mikóként dolgozik a Higava Szentélyben (火川神社; Higava Dzsindzsa), ahol társaival való megismerkedése előtt legközelebbi barátja két varjú volt, akik még a lány gyermekkorában „mondák el” neki, hogy a nevük Phobos és Deimos. A mangában Rei visszafogott, komoly, kimért és elutasító a férfiakkal szemben, aki barátnőit is igyekszik lebeszélni arról, hogy romantikus kapcsolatokról álmodozzanak.
A sorozat első animeadaptációjában a lány személyisége ehhez képest viszont heves, törtető és kedveli a fiúkat. Álma, hogy egyszer énekes, modell vagy szeijú lesz, és majd végül férjhez is megy. Nagy érdeklődést mutat a popzene iránt és ő maga is igen tehetséges e téren; énekel, zongorázik és még dalokat is szerez az iskolai ünnepségekre. Rei gyakran kerül hangos és heves szóváltásba Uszagival, akit nagyon éretlennek tart. Bár Rei hevessége némiképp lehiggad az animesorozat előrehaladtával, mégis megmarad tipikus kamasznak és a mangában szereplő személyisége ellentétének. Az animében gyakran öltögetik egymásra a nyelvüket Uszagival, mely egyfajta geg a sorozatban.
Rei a T*A Katolikus Lányiskolába (は私立T.A女学院) jár, melyet apácák vezetnek. Az iskola ellenére Rei gyakorló sintó-hívő, aki a Higava Szentélyben él és dolgozik nagyapjával, aki a szentély főpapja. Édesanyját fiatalon veszítette el; apja híres politikus, aki viszont inkább karrierje építésével foglalkozik, mint családjával. Édesapja csak születésnapjai alkalmával látogatja meg őt.

### Képességei és készségei
Rei egyike azon Sailor Moon-szereplőknek, akik átváltozás nélkül is birtokolnak bizonyos természetfeletti erőket. Ezen képességei miko-beosztásából adódnak és elsősorban spirituális jellegűek. Az érzékeken túli észlelés mellett álmaiban képes előre látni vagy megérezni bekövetkezendő eseményeket, mint például a Death Busters nevű ellenfeleiknek közelgő eljövetelét. Bizonyos keretek között tud tűzmágiát használni a Kudzsi-Gosin-Ho alkalmazásával, mely során kilenc szót (rin, pdzsó, tó, sa, kai, dzsin, recu, dzai, dzen) kántál és különböző kézjeleket mutat. A rövid rituálé végén a „Akurjó taisan!” (悪霊退散), vagyis „Gonosz szellem, távozz!” felkiáltással egy ofudát, egy talizmánként szolgáló írott papírcsíkot dob az ellenfelére, mellyel el tudja pusztítani vagy legyengíteni az ártó szellemeket. Ezen képességét gyakran használja Sailor Marsként is.
Ahhoz azonban, hogy valóban szembe tudjon szállni az erősebb ellenfeleivel, neki is át kell változnia Sailor-harcossá. Ezt egy különleges eszköz, toll, karkötő, pálca vagy kristály segítségével teheti meg, melyet a levegőbe emel és egy bizonyos mondatot kiált, mely eredetileg a „Mars Power, Make-up!” (マーズ・パワー・メイク・アップ) volt. Ez később, ahogyan újabb és erősebb átváltozási eszközökre és formákra tesz szert „Mars Star Power, Make Up!”-ra (マーズ・スター・パワー・メイク・アップ), „Mars Planet Power, Make Up!”-ra (マーズ・プラネット・パワー・メイク・アップ) és végül „Mars Crystal Power, Make Up!”-ra (マーズ・クリスタル・パワー・メイク・アップ) változik. Rei látványos átváltozásai során az animében testét tűzgyűrűk veszik körül miközben és a lány forgó testére fonódó fényszalagok alakítják ki öltözékét. Ezek az átváltozások nem sokban változnak az újabb eszközök és képességek megszerzése ellenére sem, csupán a háttérképekben és ruhájának apró részleteiben történnek módosítások.
Sailor Marsként Rei képességeinek alapja szintén a tűz. A mangasorozat első nagyobb történetében ő az egyetlen a Sailor-harcosok között, akinek olyan támadása van, mely nem angol csatakiáltással társul. Ilyenkor ugyanazt az „Akurjó taisan!” kiáltást használja, mint mikóként és az animében egy tűzgolyót lő ki mutatóujjából. Az élőszereplős televíziós sorozatban ilyenkor a „Jóma taiszen!” (妖魔退散), vagyis „Gonosz démon, távozz!” felkiáltás hallható. Az anime második évadában ez a támadás a „Fire Soul Bird”-é (ファイヤー・ソウル・バード) fejlődik. A mangában szintén rendelkezik egy állathoz kapcsolódó tűztámadással, a „Hebi kaen”-nel (蛇火炎), vagyis „Kigyólánggal”, de ez csak a sorozat harmadik nagyobb történetében látható először. A „Burning Mandala” (バーニング・マンダラー) nevű támadása mind a mangában, az animében és az élőszereplős sorozatban is megtalálható. Ilyenkor Rei körül lángoló tűzgolyók jelennek, melyeken buddhista jelek láthatóak. Legerősebb támadását a negyedik nagyobb történetben szerzi meg. A Mars Flame Sniper (マーズ・フレイム・スナイパー) támadás során egy lángíjból egy izzó nyilat lő ki.
A mangában a Marskristály és a Marsíj a legerősebb mágikus tárgyak, amiket Rei birtokol. Az előbbi az ő Sailor-kristálya, minden erejének és hatalmának forrása, melynek fontosabb szerepe csak az ötödik nagyobb történetben van. Az élőszereplős sorozatban egy tamburinra emlékeztető, „Sailor Star Tambourine” (セーラー スター タンバリン) nevű fegyvert is birtokol. Aino Minako, vagyis Sailor Venus macskája, Artemisz a csapat minden tagjának adott egy hasonló eszközt, melyet a harcosok támadásaik erejének megnövelésére használhattak, de Rei a harcok során akár egy tőrré is át tudta változtatni.

## Kritikák és a szereplő megítélése
Hino Rei-t és Sailor Marsot a Kodansha hivatalos Sailor Moon népszerűségi szavazásain két különböző szereplőként kezelték. 1993-ban 152 992 olvasó beérkezett szavazta alapján összeállított toplistán Rei a tizenharmadik, Sailor Mars a tizennegyedik helyre került. A szavazók ekkor harmincnyolc szereplő közül választhattak. Egy évvel később, 1994-ben ezúttal negyvenhét szereplő közül és 214 052 beérkezett szavazat alapján míg Sailor Mars megőrizte tizennegyedik helyét, addig Rei a tizenötödik helyre esett vissza. 1995-ben ötvenegy választható szereplő közül és 205 428 beérkezett szavazat alapján Rei a huszadik, Sailor Mars a huszonkettedik legnépszerűbb szereplő volt. 1996-ban 203 419 beérkezett szavazat alapján az ötvenegy választható szereplőre Sailor Mars a harmincegyedik, Rei pedig a harminckettedik helyre esett vissza.